# Perilitus morimi
Perilitus morimi är en stekelart som beskrevs av Charles Ferrière 1931. Perilitus morimi ingår i släktet Perilitus och familjen bracksteklar. Inga underarter finns listade i Catalogue of Life.